# П'ятницьке (Хотинецький район)
П’ятницьке (рос. Пятницкое) — село у Хотинецькому районі Орловської області Російської Федерації. Засноване не пізніше 1745 року.

## Історія
Населений пункт розташований у межах Чорнозем'я та історичного Дикого Поля. 
Імовірно засноване в 1745 році. Останнім паном села був Опанас Цуріков.
Від 13 червня 1934 року після ліквідації Центрально-Чорноземної області населений пункт увійшов до складу новоствореної Курської області.
Від 2013 року входить до муніципального утворення Богородицьке сільське поселення.

## Населення
| 2010 |
| ---- |
| 23   |

## Релігія
Старожили стверджували, що в селі здавна існував храм. Ким і коли він будувався, невідомо. Находився він на південному сході від пізніше побудованого храму за р. Цон, поблизу містечка Спар. У 18 столітті він був знищений пожежею. 
У 1829 прихожанин, штаб-капітан Ігнатьєв на свої кошти збудував кам'яну церкву. У ній було два приходи: Спасителя і Чудотворця Миколая, і Параскеви П'ятницької. 
У роки війни був зруйнований армією Третього рейху.